# Specie di Ctenidae
Di seguito sono descritte tutte le 480 specie della famiglia di ragni Ctenidae note al dicembre 2012.

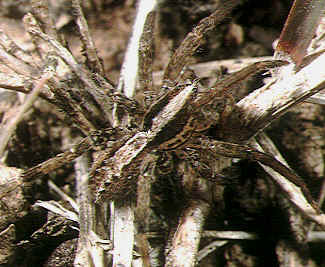
Anahita fauna, femmina

Acanthoctenus remotus - pattern oculare del maschio

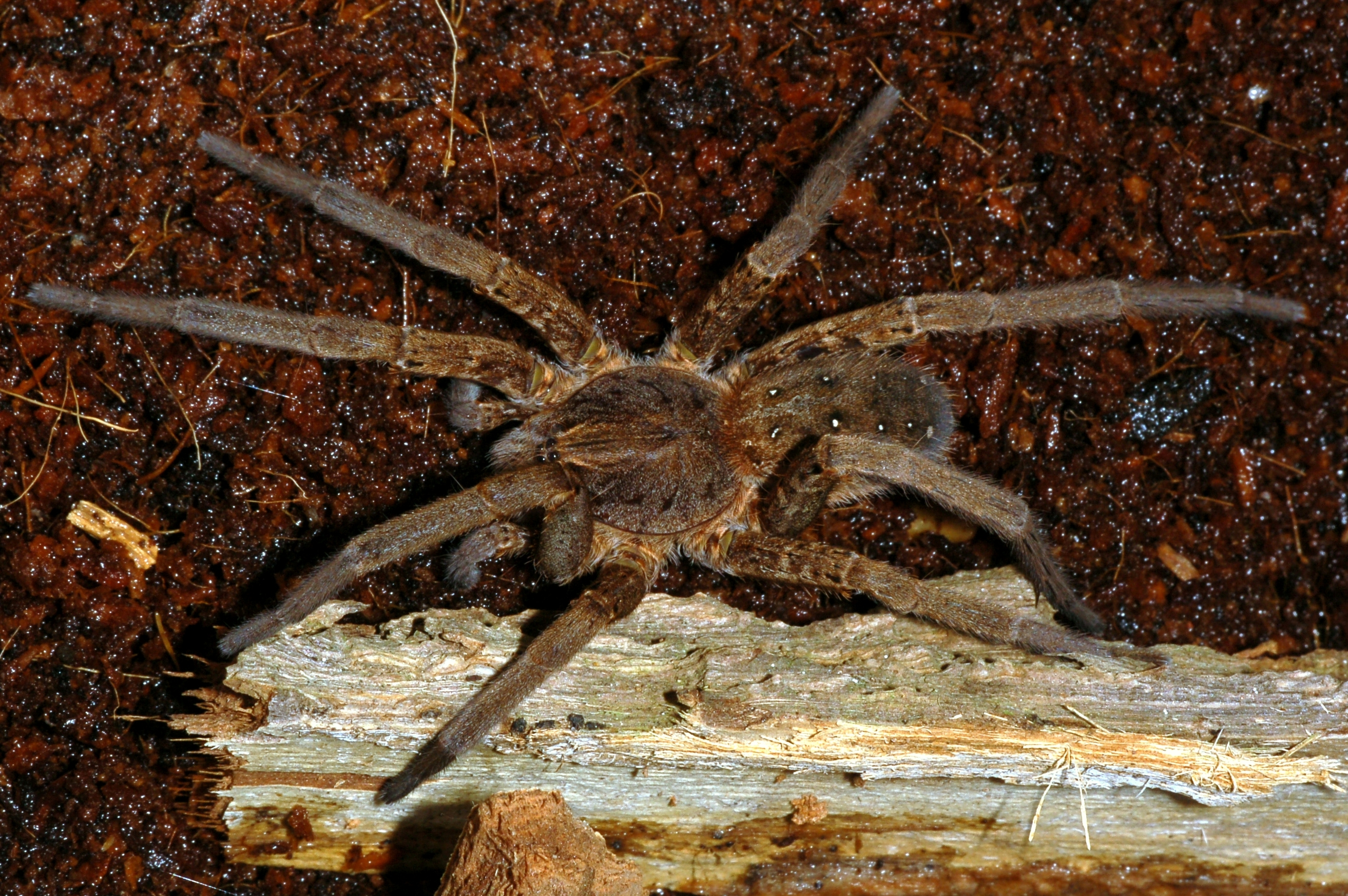
Ancylometes bogotensis

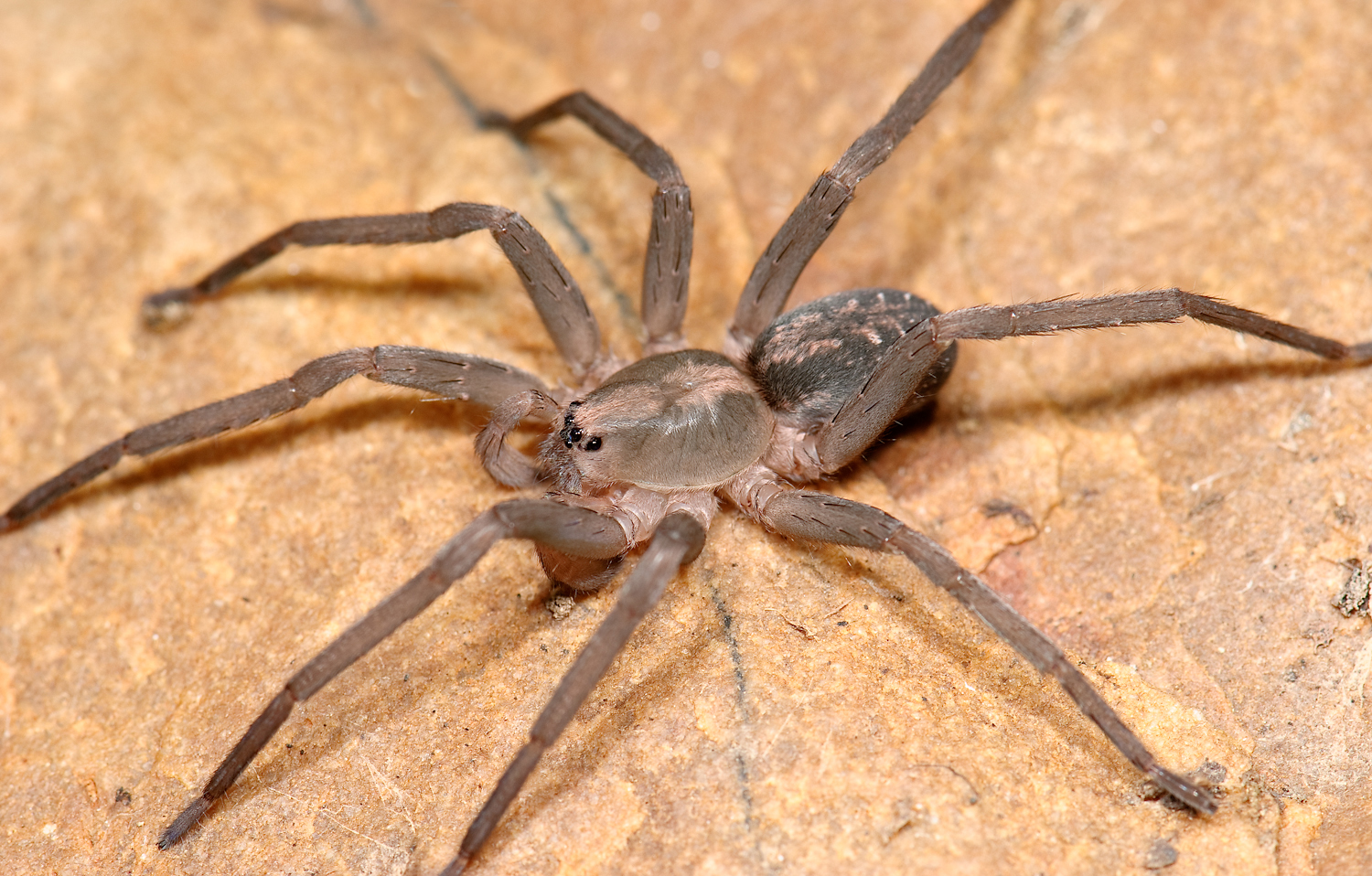
Ctenus exlineae, maschio

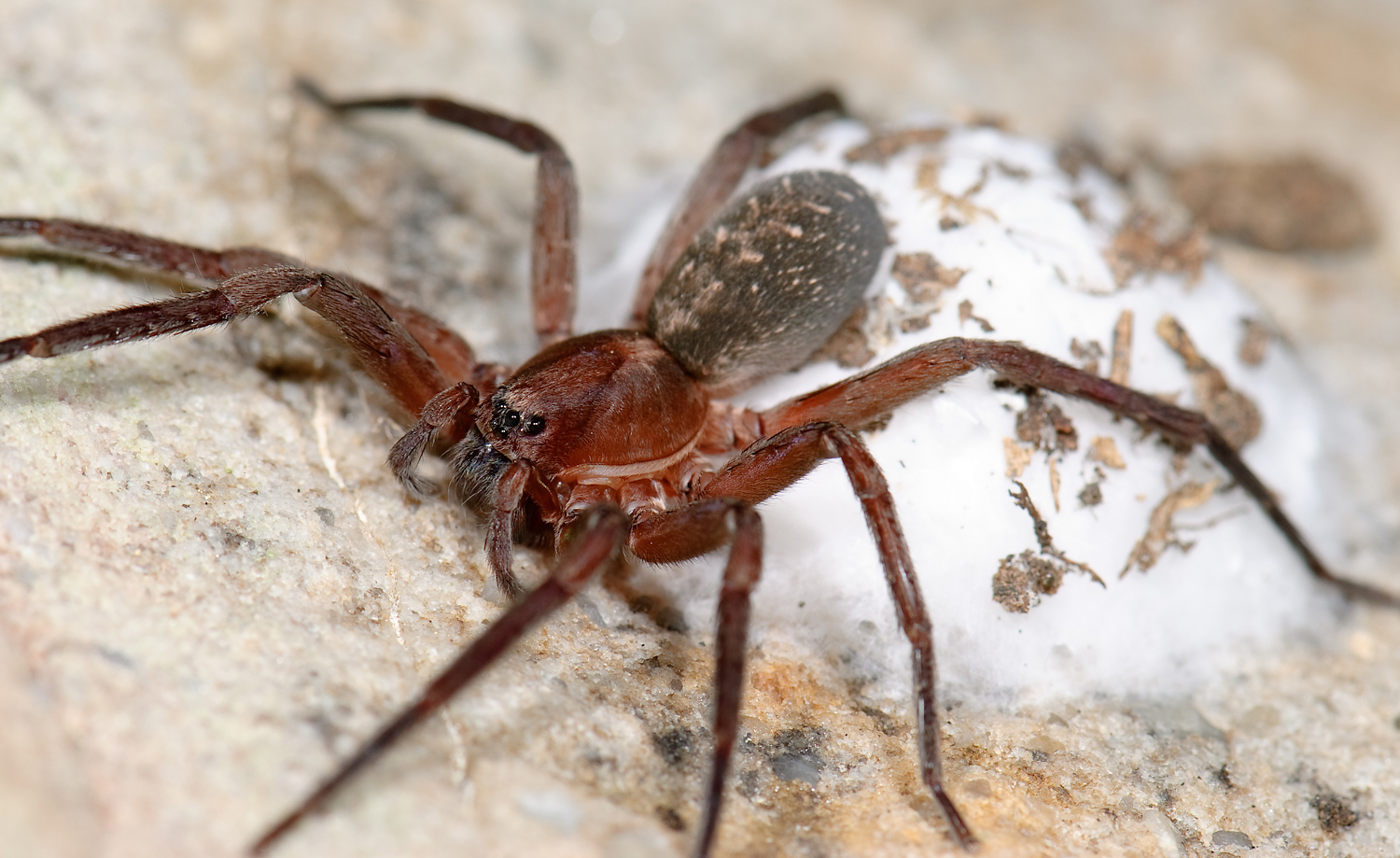
Ctenus exlineae, femmina, porta con sé il sacco ovigero

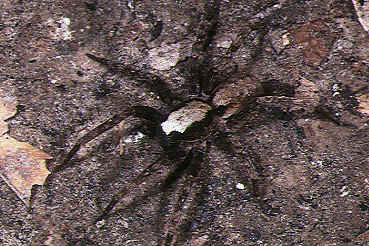
Ctenus yaeyamensis, maschio

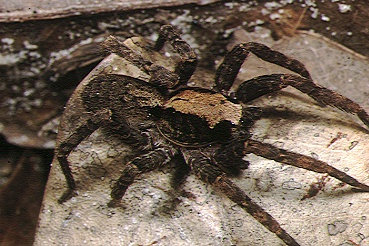
Ctenus yaeyamensis, femmina

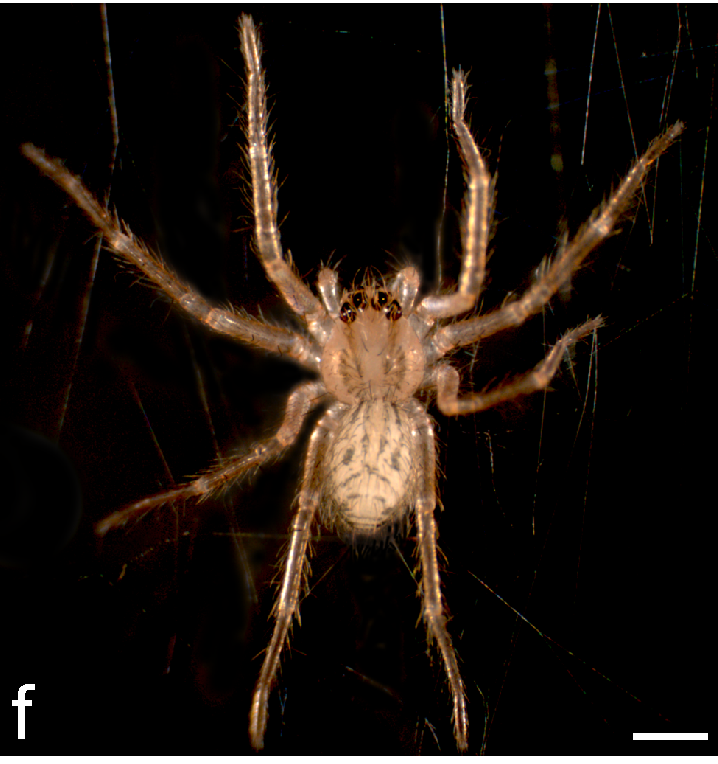
Cupiennius salei, femmina

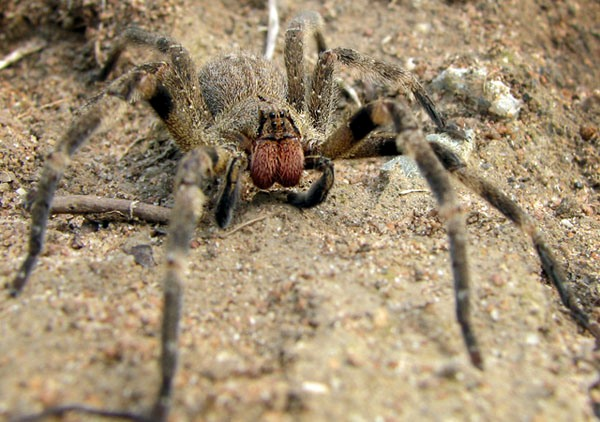
Phoneutria nigriventer

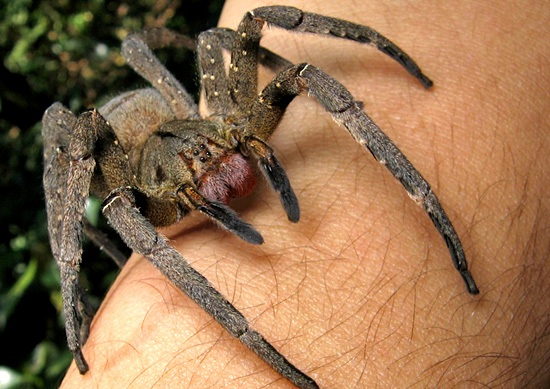
Phoneutria nigriventer

## Acantheis
Acantheis Thorell, 1891
- Acantheis boetonensis (Strand, 1913) — Sulawesi
- Acantheis celer (Simon, 1897) — Giava
- Acantheis dimidiatus (Thorell, 1890) — Sumatra
- Acantheis indicus Gravely, 1931 — India
- Acantheis laetus (Thorell, 1890) — Borneo
- Acantheis longiventris Simon, 1897 — Malaysia, Indonesia
- Acantheis nipponicus Ono, 2008 — Giappone
- Acantheis oreus (Simon, 1901) — Malaysia
- Acantheis variatus (Thorell, 1890) — Isola Nias (Sumatra)

## Acanthoctenus
Acanthoctenus Keyserling, 1877
- Acanthoctenus gaujoni Simon, 1906 — Venezuela, Ecuador
- Acanthoctenus kollari (Reimoser, 1939) — Costa Rica
- Acanthoctenus maculatus Petrunkevitch, 1925 — Panama
- Acanthoctenus mammifer Mello-Leitão, 1939 — Brasile
- Acanthoctenus obauratus Simon, 1906 — Brasile
- Acanthoctenus plebejus Simon, 1906 — Venezuela, Perù
- Acanthoctenus remotus Chickering, 1960 — Giamaica
- Acanthoctenus rubrotaeniatus Mello-Leitão, 1947 — Brasile
- Acanthoctenus spiniger Keyserling, 1877 — dal Messico al Venezuela
- Acanthoctenus spinipes Keyserling, 1877 — dal Guatemala al Paraguay

## Africactenus
Africactenus Hyatt, 1954
- Africactenus acteninus Benoit, 1974 — Congo
- Africactenus agilior (Pocock, 1899) — Africa centrale e occidentale
- Africactenus decorosus (Arts, 1912) — Camerun, Costa d'Avorio, Congo
- Africactenus depressus Hyatt, 1954 — Camerun
- Africactenus evadens Steyn & Jocqué, 2003 — Costa d'Avorio
- Africactenus fernandensis (Simon, 1910) — Bioko (Golfo di Guinea)
- Africactenus ghesquierei (Lessert, 1946) — Congo
- Africactenus giganteus Benoit, 1974 — Congo
- Africactenus guineensis (Simon, 1897) — Sierra Leone
- Africactenus kribiensis Hyatt, 1954 — Camerun, Gabon
- Africactenus leleupi Benoit, 1975 — Congo
- Africactenus longurio (Simon, 1910) — Africa occidentale
- Africactenus monitor Steyn & Jocqué, 2003 — Costa d'Avorio
- Africactenus pococki Hyatt, 1954 — Camerun, Gabon
- Africactenus poecilus (Thorell, 1899) — Camerun, Gabon
- Africactenus simoni Hyatt, 1954 — Camerun
- Africactenus sladeni Hyatt, 1954 — Camerun
- Africactenus tenuitarsis (Strand, 1908) — Camerun
- Africactenus tridentatus Hyatt, 1954 — Zimbabwe
- Africactenus trilateralis Hyatt, 1954 — Camerun, Gabon

## Amauropelma
Amauropelma Raven, Stumkat & Gray, 2001
- Amauropelma annegretae Jager, 2012 — Laos
- Amauropelma anzses Raven & Stumkat, 2001 — Queensland
- Amauropelma beyersdorfi Jager, 2012 — India
- Amauropelma bluewater Raven & Stumkat, 2001 — Queensland
- Amauropelma claudie Raven & Stumkat, 2001 — Queensland
- Amauropelma ekeftys Jager, 2012 — India
- Amauropelma fungifer (Thorell, 1890) — Malaysia
- Amauropelma gayundah Raven & Stumkat, 2001 — Queensland
- Amauropelma gordon Raven & Stumkat, 2001 — Queensland
- Amauropelma hasenpuschi Raven & Stumkat, 2001 — Queensland
- Amauropelma hoffmanni Jager, 2012 — Laos
- Amauropelma jagelkii Jager, 2012 — Laos
- Amauropelma leo Raven & Stumkat, 2001 — Queensland
- Amauropelma matakecil Miller & Rahmadi, 2012 — Giava
- Amauropelma mcilwraith Raven & Stumkat, 2001 — Queensland
- Amauropelma monteithi Raven & Stumkat, 2001 — Queensland
- Amauropelma mossman Raven & Stumkat, 2001 — Queensland
- Amauropelma pineck Raven & Stumkat, 2001 — Queensland
- Amauropelma rifleck Raven & Stumkat, 2001 — Queensland
- Amauropelma staschi Jager, 2012 — India
- Amauropelma torbjorni Raven & Gray, 2001 — Queensland
- Amauropelma trueloves Raven & Stumkat, 2001 — Queensland
- Amauropelma undara Raven & Gray, 2001 — Queensland
- Amauropelma wallaman Raven & Stumkat, 2001 — Queensland

## Anahita
Anahita Karsch, 1879
- Anahita aculeata (Simon, 1897) — Africa occidentale e centrale
- Anahita blandini Benoit, 1977 — Costa d'Avorio
- Anahita centralis Benoit, 1977 — Africa centrale
- Anahita concrassata Benoit, 1977 — Burundi
- Anahita concreata Benoit, 1977 — Congo
- Anahita concussor Benoit, 1977 — Congo
- Anahita denticulata (Simon, 1884) — Myanmar, isola di Simeulue (Sumatra)
- Anahita faradjensis Lessert, 1929 — Congo
- Anahita fauna Karsch, 1879 — Russia, Cina, Corea, Giappone
- Anahita feai (F. O. P.-Cambridge, 1902) — Myanmar
- Anahita jianfengensis Zhang, Hu & Han, 2011 — Cina
- Anahita jinsi Jager, 2012 — Cina
- Anahita jucunda (Thorell, 1897) — Myanmar
- Anahita lineata Simon, 1897 — Costa d'Avorio, Congo
- Anahita lycosina (Simon, 1897) — Africa occidentale
- Anahita mamma Karsch, 1884 — Africa occidentale, centrale e orientale
- Anahita maolan Zhu, Chen & Song, 1999 — Cina
- Anahita nathani Strand, 1906 — Isole Bahama
- Anahita pallida (L. Koch, 1875) — Egitto, Etiopia
- Anahita punctata (Thorell, 1890) — Sumatra
- Anahita punctulata (Hentz, 1844) — USA
- Anahita pygmaea Benoit, 1977 — Costa d'Avorio
- Anahita samplexa Yin, Tang & Gong, 2000 — Cina, Corea
- Anahita similis Caporiacco, 1947 — Africa centrale e orientale
- Anahita smythiesi (Simon, 1897) — India
- Anahita syriaca (O. P.-Cambridge, 1872) — Israele
- Anahita zoroides Schmidt & Krause, 1994 — Isole Comore

## Ancylometes
Ancylometes Bertkau, 1880
- Ancylometes amazonicus Simon, 1898 — Perù, Brasile
- Ancylometes birabeni (Carcavallo & Mart?nez, 1961) — Argentina
- Ancylometes bogotensis (Keyserling, 1877) — dal Nicaragua alla Bolivia
- Ancylometes concolor (Perty, 1833) — Brazil, Bolivia, Paraguay, Argentina
- Ancylometes hewitsoni (F. O. P.-Cambridge, 1897) — Bolivia, Brasile
- Ancylometes japura H?fer & Brescovit, 2000 — Brasile
- Ancylometes jau H?fer & Brescovit, 2000 — Brasile
- Ancylometes pantanal H?fer & Brescovit, 2000 — Brasile
- Ancylometes riparius H?fer & Brescovit, 2000 — Brasile
- Ancylometes rufus (Walckenaer, 1837) — Sudamerica settentrionale
- Ancylometes terrenus H?fer & Brescovit, 2000 — Brasile

## Apolania
Apolania Simon, 1898
- Apolania segmentata Simon, 1898 — isole Seychelles

## Asthenoctenus
Asthenoctenus Simon, 1897
- Asthenoctenus borellii Simon, 1897 — Brazil, Uruguay, Paraguay, Argentina
- Asthenoctenus hingstoni (Mello-Leitão, 1948) — Guyana
- Asthenoctenus longistylus Brescovit & Sim?, 1998 — Brasile

## Bengalla
Bengalla Gray & Thompson, 2001
- Bengalla bertmaini Gray & Thompson, 2001 — Australia occidentale

## Caloctenus
Caloctenus Keyserling, 1877
- Caloctenus abyssinicus Strand, 1917 — Etiopia
- Caloctenus aculeatus Keyserling, 1877 — Colombia
- Caloctenus albertoi Hazzi & Silva, 2012 — Colombia
- Caloctenus carbonera Silva, 2004 — Venezuela
- Caloctenus gracilitarsis Simon, 1897 — Venezuela
- Caloctenus oxapampa Silva, 2004 — Perù

## Celaetycheus
Celaetycheus Simon, 1897
- Celaetycheus flavostriatus Simon, 1897 — Brasile
- Celaetycheus modestus Bryant, 1942 — Porto Rico

## Centroctenus
Centroctenus Mello-Leitão, 1929
- Centroctenus acara Brescovit, 1996 — Brasile
- Centroctenus auberti (Caporiacco, 1954) — Venezuela, Brasile, Guyana Francese
- Centroctenus irupana Brescovit, 1996 — Bolivia
- Centroctenus miriuma Brescovit, 1996 — Brasile
- Centroctenus ocelliventer (Strand, 1909) — Brasile

## Ctenus
Ctenus Walckenaer, 1805
1. Ctenus abditus Arts, 1912 — Congo, Tanzania
2. Ctenus acanthoctenoides Schmidt, 1956 — Ecuador
3. Ctenus adustus (Keyserling, 1877) — Colombia
4. Ctenus agroecoides (Thorell, 1881) — Queensland
5. Ctenus albofasciatus F. O. P.-Cambridge, 1897 — Brasile
6. Ctenus alienus F. O. P.-Cambridge, 1900 — Guatemala
7. Ctenus amanensis Strand, 1907 — Africa orientale
8. Ctenus amphora Mello-Leitão, 1930 — Brasile, Guyana
9. Ctenus anahitaeformis Benoit, 1981 — Burundi
10. Ctenus anahitiformis Strand, 1909 — Brasile
11. Ctenus andamanensis Gravely, 1931 — India
12. Ctenus angigitanus Roewer, 1938 — Nuova Guinea
13. Ctenus angularis Roewer, 1938 — Isole Aru (Molucche, Indonesia)
14. Ctenus argentipes Hasselt, 1893 — Sumatra
15. Ctenus aruanus Strand, 1911 — Isole Aru (Molucche, Indonesia)
16. Ctenus auricomus Arts, 1912 — Africa orientale e centrale
17. Ctenus avidus Bryant, 1948 — Hispaniola
18. Ctenus bahamensis Strand, 1907 — Isole Bahama
19. Ctenus bantaengi Merian, 1911 — Sulawesi
20. Ctenus barbatus Thorell, 1895 — Myanmar
21. Ctenus bayeri Jäger, 2012 — Laos
22. Ctenus beerwaldi Strand, 1906 — Africa orientale
23. Ctenus bicolor (Bertkau, 1880) — Brasile
24. Ctenus bicostatus Thorell, 1890 — Borneo
25. Ctenus bigibbosus Benoit, 1980 — Congo
26. Ctenus bilobatus F. O. P.-Cambridge, 1900 — Messico
27. Ctenus biprocessis Strand, 1906 — Etiopia
28. Ctenus blumenauensis Strand, 1909 — Brasile
29. Ctenus bolivicola Strand, 1907 — Bolivia
30. Ctenus bomdilaensis Tikader & Malhotra, 1981 — India
31. Ctenus bowonglangi Merian, 1911 — Sulawesi
32. Ctenus bueanus Strand, 1916 — Camerun
33. Ctenus bulimus Strand, 1909 — Brasile
34. Ctenus calcaratus F. O. P.-Cambridge, 1900 — Guatemala
35. Ctenus calcarifer F. O. P.-Cambridge, 1902 — Borneo
36. Ctenus calderitas Alayón, 2002 — Messico
37. Ctenus caligineus Arts, 1912 — Africa centrale e orientale
38. Ctenus calzada Alayón, 1985 — Cuba
39. Ctenus captiosus Gertsch, 1935 — USA
40. Ctenus capulinus (Karsch, 1879) — Africa centrale e occidentale
41. Ctenus catherine Polotow & Brescovit, 2012 — Giamaica
42. Ctenus cavaticus Arts, 1912 — Congo, Angola
43. Ctenus celebensis Pocock, 1897 — Sulawesi
44. Ctenus celisi Benoit, 1981 — Congo
45. Ctenus ceylonensis F. O. P.-Cambridge, 1897 — Sri Lanka
46. Ctenus cladarus Jäger, 2012 — Myanmar
47. Ctenus clariventris Strand, 1906 — Etiopia
48. Ctenus coccineipes Pocock, 1903 — Africa centrale e occidentale
49. Ctenus cochinensis Gravely, 1931 — India
50. Ctenus colombianus Mello-Leitão, 1941 — Colombia
51. Ctenus colonicus Arts, 1912 — Africa orientale
52. Ctenus complicatus Franganillo, 1946 — Cuba
53. Ctenus constrictus Benoit, 1981 — Congo
54. Ctenus convexus F. O. P.-Cambridge, 1900 — dal Messico alla Costa Rica
55. Ctenus corniger F. O. P.-Cambridge, 1898 — Sudafrica
56. Ctenus cruciatus Franganillo, 1930 — Cuba
57. Ctenus crulsi Mello-Leitão, 1930 — Brasile
58. Ctenus curvipes (Keyserling, 1881) — Panama
59. Ctenus dangsus Reddy & Patel, 1994 — India
60. Ctenus darlingtoni Bryant, 1948 — Hispaniola
61. Ctenus datus Strand, 1909 — Ecuador
62. Ctenus decemnotatus Simon, 1910 — Guinea-Bissau
63. Ctenus decorus (Gerstäcker, 1873) — Africa orientale
64. Ctenus delesserti (Caporiacco, 1947) — Guyana
65. Ctenus denticulatus Benoit, 1981 — Congo
66. Ctenus dilucidus Simon, 1910 — Congo
67. Ctenus doloensis Caporiacco, 1940 — Etiopia
68. Ctenus drassoides (Karsch, 1879) — Colombia
69. Ctenus dreyeri Strand, 1906 — Camerun
70. Ctenus dubius Walckenaer, 1805 — Guyana Francese
71. Ctenus efferatus Arts, 1912 — Congo
72. Ctenus elgonensis Benoit, 1978 — Kenya
73. Ctenus ellacomei F. O. P.-Cambridge, 1902 — Suriname
74. Ctenus embolus Benoit, 1981 — Congo
75. Ctenus eminens Arts, 1912 — Togo, Costa d'Avorio
76. Ctenus ensiger F. O. P.-Cambridge, 1900 — Messico
77. Ctenus erythrochelis (Simon, 1876) — Africa occidentale, centrale e orientale
78. Ctenus esculentus Arts, 1912 — Camerun, Congo
79. Ctenus excavatus F. O. P.-Cambridge, 1900 — Messico
80. Ctenus exlineae Peck, 1981 — USA
81. Ctenus facetus Arts, 1912 — Congo, Africa orientale
82. Ctenus falcatus F. O. P.-Cambridge, 1902 — Saint Lucia
83. Ctenus falciformis Benoit, 1981 — Congo
84. Ctenus falconensis Schenkel, 1953 — Venezuela
85. Ctenus fallax Steyn & Van der Donckt, 2003 — Costa d'Avorio
86. Ctenus fasciatus Mello-Leitão, 1943 — Brasile
87. Ctenus fernandae Brescovit & Simó, 2007 — Brasile
88. Ctenus feshius Benoit, 1979 — Congo
89. Ctenus flavidus Hogg, 1922 — Vietnam
90. Ctenus floweri F. O. P.-Cambridge, 1897 — Malaysia
91. Ctenus goaensis Bastawade & Borkar, 2008 — India
92. Ctenus griseus Keyserling, 1891 — Brasile
93. Ctenus guadalupei Mello-Leitão, 1941 — Guadalupa
94. Ctenus guantanamo (Alayón, 2001) — Cuba
95. Ctenus gulosus Arts, 1912 — Sudafrica
96. Ctenus haina Alayón, 2004 — Hispaniola
97. Ctenus haitiensis Strand, 1909 — Hispaniola
98. Ctenus hibernalis Hentz, 1844 — USA
99. Ctenus hiemalis Bryant, 1948 — Hispaniola
100. Ctenus himalayensis Gravely, 1931 — India
101. Ctenus holmi Benoit, 1978 — Kenya
102. Ctenus holthoffi Jäger, 2012 — Laos
103. Ctenus hosei F. O. P.-Cambridge, 1897 — Borneo
104. Ctenus humilis (Keyserling, 1887) — Nicaragua
105. Ctenus hygrophilus Benoit, 1977 — Congo
106. Ctenus idjwiensis Benoit, 1979 — Congo
107. Ctenus inaja Höfer, Brescovit & Gasnier, 1994 — Perù, Bolivia, Brasile
108. Ctenus inazensis Strand, 1909 — Ecuador
109. Ctenus incolans F. O. P.-Cambridge, 1900 — Guatemala, Costa Rica
110. Ctenus indicus Gravely, 1931 — India
111. Ctenus insulanus Bryant, 1948 — Hispaniola
112. Ctenus jaminauensis Mello-Leitão, 1936 — Brasile
113. Ctenus jaragua Alayón, 2004 — Hispaniola
114. Ctenus javanus Pocock, 1897 — Giava
115. Ctenus kapuri Tikader, 1973 — Isole Andamane
116. Ctenus kenyamontanus Benoit, 1978 — Kenya
117. Ctenus kingsleyi F. O. P.-Cambridge, 1898 — Africa centrale e occidentale
118. Ctenus kipatimus Benoit, 1981 — Tanzania
119. Ctenus kochi Simon, 1897 — Nuova Guinea
120. Ctenus lacertus Benoit, 1979 — Congo
121. Ctenus latitabundus Arts, 1912 — Africa centrale e orientale
122. Ctenus lejeunei Benoit, 1977 — Congo
123. Ctenus leonardi Simon, 1910 — Africa occidentale
124. Ctenus levipes Arts, 1912 — Tanzania
125. Ctenus lishuqiang Jäger, 2012 — Cina
126. Ctenus longicalcar Kraus, 1955 — El Salvador
127. Ctenus longipes Keyserling, 1891 — Brasile 
  - Ctenus longipes vittatissimus Strand, 1916 — Brasile
128. Ctenus lubwensis Benoit, 1979 — Congo
129. Ctenus macellarius Simon, 1910 — Congo
130. Ctenus maculatus Franganillo, 1931 — Cuba
131. Ctenus maculisternis Strand, 1909 — Bolivia, Brasile
132. Ctenus magnificus Arts, 1912 — Africa occidentale
133. Ctenus malvernensis Petrunkevitch, 1910 — Giamaica
134. Ctenus manauara H?fer, Brescovit & Gasnier, 1994 — Brasile
135. Ctenus manni Bryant, 1948 — Hispaniola
136. Ctenus marginatus Walckenaer, 1847 — Isole Figi, Isole Salomone
137. Ctenus martensi Jäger, 2012 — Nepal
138. Ctenus medius Keyserling, 1891 — Panama, Brasile
139. Ctenus meghalayaensis Tikader, 1976 — India
140. Ctenus minimus F. O. P.-Cambridge, 1897 — Nordamerica
141. Ctenus minor F. O. P.-Cambridge, 1897 — Brasile
142. Ctenus mirificus Arts, 1912 — Togo, Costa d'Avorio
143. Ctenus miserabilis Strand, 1916 — Colombia
144. Ctenus mitchelli Gertsch, 1971 — Messico
145. Ctenus modestus Simon, 1897 — Zanzibar, Kenya
146. Ctenus monticola Bryant, 1948 — Hispaniola
147. Ctenus musosanus Benoit, 1979 — Congo
148. Ctenus naranjo Alayón, 2004 — Hispaniola
149. Ctenus narashinhai Patel & Reddy, 1988 — India
150. Ctenus nigritarsis (Pavesi, 1897) — Etiopia
151. Ctenus nigritus F. O. P.-Cambridge, 1897 — Brasile
152. Ctenus nigrolineatus Berland, 1913 — Ecuador
153. Ctenus nigromaculatus Thorell, 1899 — Africa centrale e occidentale
154. Ctenus noctuabundus Arts, 1912 — Kenya
155. Ctenus obscurus (Keyserling, 1877) — Colombia
156. Ctenus occidentalis F. O. P.-Cambridge, 1898 — Africa occidentale
157. Ctenus oligochronius Arts, 1912 — Africa orientale
158. Ctenus ornatus (Keyserling, 1877) — Brasile
159. Ctenus ottleyi (Petrunkevitch, 1930) — Porto Rico
160. Ctenus palembangensis Strand, 1906 — Sumatra
161. Ctenus paranus Strand, 1909 — Brasile
162. Ctenus parvoculatus Benoit, 1979 — Sudafrica
163. Ctenus parvus (Keyserling, 1877) — Colombia
164. Ctenus paubrasil Brescovit & Simó, 2007 — Brasile
165. Ctenus pauloterrai Brescovit & Simó, 2007 — Brasile
166. Ctenus peregrinus F. O. P.-Cambridge, 1900 — Guatemala, Costa Rica 
  - Ctenus peregrinus sapperi Strand, 1916 — Guatemala
167. Ctenus pergulanus Arts, 1912 — Africa centrale e occidentale
168. Ctenus periculosus Bristowe, 1931 — Krakatoa
169. Ctenus philippinensis F. O. P.-Cambridge, 1897 — Filippine
170. Ctenus pilosus Thorell, 1899 — Africa centrale e occidentale
171. Ctenus pilosus Franganillo, 1930 — Cuba
172. Ctenus pogonias Thorell, 1899 — Camerun
173. Ctenus polli Hasselt, 1893 — Sumatra
174. Ctenus potteri Simon, 1901 — Etiopia, Bioko (Golfo di Guinea)
175. Ctenus pulchriventris (Simon, 1897) — Zimbabwe, Sudafrica
176. Ctenus pulvinatus Thorell, 1890 — Borneo
177. Ctenus quinquevittatus Strand, 1907 — Sudafrica
178. Ctenus racenisi Caporiacco, 1955 — Venezuela
179. Ctenus ramosi Alayón, 2002 — Cuba
180. Ctenus ramosus Thorell, 1887 — Myanmar
181. Ctenus ravidus (Simon, 1886) — Argentina
182. Ctenus rectipes F. O. P.-Cambridge, 1897 — Brasile, Guyana
183. Ctenus renivulvatus Strand, 1906 — Ghana
184. Ctenus rivulatus Pocock, 1899 — Camerun, Gabon
185. Ctenus robustus Thorell, 1897 — Myanmar
186. Ctenus rubripes Keyserling, 1881 — Panama, Ecuador
187. Ctenus rufisternis Pocock, 1899 — Nuova Britannia (Papua Nuova Guinea)
188. Ctenus rwandanus Benoit, 1981 — Ruanda
189. Ctenus saci Ono, 2010 — Vietnam
190. Ctenus sagittatus Giltay, 1935 — Sulawesi
191. Ctenus saltensis Strand, 1909 — Argentina, Bolivia
192. Ctenus sarawakensis F. O. P.-Cambridge, 1897 — Borneo
193. Ctenus satanas Strand, 1909 — Ecuador
194. Ctenus schneideri Strand, 1906 — Africa occidentale
195. Ctenus serratipes F. O. P.-Cambridge, 1897 — Brasile
196. Ctenus serrichelis Mello-Leitão, 1922 — Brasile
197. Ctenus sexmaculatus Roewer, 1961 — Senegal
198. Ctenus siankaan Alayón, 2002 — Messico
199. Ctenus sigma (Schenkel, 1953) — Venezuela
200. Ctenus sikkimensis Gravely, 1931 — India
201. Ctenus silvaticus Benoit, 1981 — Congo
202. Ctenus similis F. O. P.-Cambridge, 1897 — Brasile
203. Ctenus simplex Thorell, 1897 — Myanmar
204. Ctenus sinuatipes F. O. P.-Cambridge, 1897 — Panama, Costa Rica
205. Ctenus somaliensis Benoit, 1979 — Somalia
206. Ctenus spectabilis Lessert, 1921 — Africa orientale e centrale
207. Ctenus spiculus F. O. P.-Cambridge, 1897 — Colombia
208. Ctenus spiralis F. O. P.-Cambridge, 1900 — Costa Rica
209. Ctenus supinus F. O. P.-Cambridge, 1900 — Costa Rica
210. Ctenus tarsalis F. O. P.-Cambridge, 1902 — Brasile
211. Ctenus tenuipes Denis, 1955 — Guinea
212. Ctenus theodorianum Jäger, 2012 — Laos
213. Ctenus thorelli F. O. P.-Cambridge, 1897 — Sri Lanka
214. Ctenus transvaalensis Benoit, 1981 — Sudafrica
215. Ctenus trinidensis (Alayón, 2001) — Trinidad
216. Ctenus tumidulus (Simon, 1887) — Myanmar
217. Ctenus tuniensis Patel & Reddy, 1988 — India
218. Ctenus uluguruensis Benoit, 1979 — Tanzania
219. Ctenus undulatus Steyn & Van der Donckt, 2003 — Costa d'Avorio
220. Ctenus unilineatus Simon, 1897 — Saint Vincent
221. Ctenus vagus Blackwall, 1866 — Africa occidentale
222. Ctenus validus Denis, 1955 — Guinea
223. Ctenus valverdiensis Peck, 1981 — USA
224. Ctenus valvularis (Hasselt, 1882) — Giava, Sumatra
225. Ctenus vatovae Caporiacco, 1940 — Etiopia
226. Ctenus vehemens Keyserling, 1891 — Brasile
227. Ctenus velox Blackwall, 1865 — Africa centrale, orientale e meridionale
228. Ctenus vespertilio Mello-Leitão, 1941 — Colombia
229. Ctenus villasboasi Mello-Leitão, 1949 — Ecuador, Brasile
230. Ctenus vividus Blackwall, 1865 — Africa centrale
231. Ctenus walckenaeri Griffith, 1833 — probabilmente Sudamerica
232. Ctenus w-notatus Petrunkevitch, 1925 — Panama
233. Ctenus yaeyamensis Yoshida, 1998 — Taiwan, Giappone

## Cupiennius
Cupiennius Simon, 1891
- Cupiennius bimaculatus (Taczanowski, 1874) — Venezuela, Brasile, Guyana, Ecuador
- Cupiennius chiapanensis Medina, 2006 — Messico
- Cupiennius coccineus F. O. P.-Cambridge, 1901 — Costa Rica, Panama
- Cupiennius cubae Strand, 1909 — Cuba, dalla Costa Rica al Venezuela
- Cupiennius foliatus F. O. P.-Cambridge, 1901 — Costa Rica, Panama
- Cupiennius getazi Simon, 1891 — Costa Rica, Panama
- Cupiennius granadensis (Keyserling, 1877) — dalla Costa Rica alla Colombia
- Cupiennius remedius Barth & Cordes, 1998 — Guatemala
- Cupiennius salei (Keyserling, 1877) — Messico, America centrale, Hispaniola
- Cupiennius valentinei (Petrunkevitch, 1925) — Panama
- Cupiennius vodou Brescovit & Polotow, 2005 — Hispaniola

## Diallomus
Diallomus Simon, 1897
- Diallomus fuliginosus Simon, 1897 — Sri Lanka
- Diallomus speciosus Simon, 1897 — Sri Lanka

## Enoploctenus
Enoploctenus Simon, 1897
- Enoploctenus cyclothorax (Bertkau, 1880) — Brasile
- Enoploctenus distinctus (Caporiacco, 1947) — Guyana
- Enoploctenus luteovittatus (Simon, 1897) — Saint Vincent
- Enoploctenus maculipes Strand, 1909 — Brasile
- Enoploctenus morbidus Mello-Leitão, 1939 — Brasile
- Enoploctenus pedatissimus Strand, 1909 — Ecuador, Brasile
- Enoploctenus penicilliger (Simon, 1897) — Saint Vincent

## Gephyroctenus
Gephyroctenus Mello-Leitão, 1936
- Gephyroctenus acre Polotow & Brescovit, 2008 — Brasile
- Gephyroctenus atininga Polotow & Brescovit, 2008 — Brasile
- Gephyroctenus divisor Polotow & Brescovit, 2008 — Brasile
- Gephyroctenus esteio Polotow & Brescovit, 2008 — Brasile
- Gephyroctenus juruti Polotow & Brescovit, 2008 — Brasile
- Gephyroctenus mapia Polotow & Brescovit, 2008 — Brasile
- Gephyroctenus panguana Polotow & Brescovit, 2008 — Brasile
- Gephyroctenus philodromoides Mello-Leitão, 1936 — Brasile
- Gephyroctenus portovelho Polotow & Brescovit, 2008 — Brasile

## Incasoctenus
Incasoctenus Mello-Leitão, 1942
- Incasoctenus perplexus Mello-Leitão, 1942 — Perù

## Isoctenus
Isoctenus Bertkau, 1880
- Isoctenus areia Polotow & Brescovit, 2009 — Brasile
- Isoctenus charada Polotow & Brescovit, 2009 — Brasile
- Isoctenus corymbus Polotow, Brescovit & Pellegatti-Franco, 2005 — Brasile
- Isoctenus coxalis (F. O. P.-Cambridge, 1902) — Brasile
- Isoctenus eupalaestrus Mello-Leitão, 1936 — Brasile
- Isoctenus foliifer Bertkau, 1880 — Brasile
- Isoctenus griseolus (Mello-Leitão, 1936) — Brasile
- Isoctenus herteli (Mello-Leitão, 1947) — Brasile
- Isoctenus janeirus (Walckenaer, 1837) — Brasile
- Isoctenus malabaris Polotow, Brescovit & Ott, 2007 — Brasile
- Isoctenus minusculus (Keyserling, 1891) — Brasile
- Isoctenus ordinario Polotow & Brescovit, 2009 — Brasile, Argentina
- Isoctenus segredo Polotow & Brescovit, 2009 — Brasile
- Isoctenus strandi Mello-Leitão, 1936 — Brasile
- Isoctenus taperae (Mello-Leitão, 1936) — Brasile

## Janusia
Janusia Gray, 1973
- Janusia muiri Gray, 1973 — Australia occidentale

## Leptoctenus
Leptoctenus L. Koch, 1878
- Leptoctenus agalenoides L. Koch, 1878 — Australia
- Leptoctenus byrrhus Simon, 1888 — USA, Messico
- Leptoctenus daoxianensis Yin, Tang & Gong, 2000 — Cina
- Leptoctenus gertschi Peck, 1981 — Messico
- Leptoctenus paradoxus (F. O. P.-Cambridge, 1900) — Panama
- Leptoctenus sonoraensis Peck, 1981 — Messico

## Mahafalytenus
Mahafalytenus Silva, 2007
- Mahafalytenus fo Silva, 2007 — Madagascar
- Mahafalytenus fohy Silva, 2007 — Madagascar
- Mahafalytenus hafa Silva, 2007 — Madagascar
- Mahafalytenus isalo Silva, 2007 — Madagascar
- Mahafalytenus osy Silva, 2007 — Madagascar
- Mahafalytenus paosy Silva, 2007 — Madagascar
- Mahafalytenus tsilo Silva, 2007 — Madagascar

## Montescueia
Montescueia Carcavallo & Martínez, 1961
- Montescueia leitaoi Carcavallo & Martínez, 1961 — Argentina

## Nothroctenus
Nothroctenus Badcock, 1932
- Nothroctenus bahiensis Mello-Leitão, 1936 — Brasile
- Nothroctenus fuxico Dias & Brescovit, 2004 — Brasile
- Nothroctenus lineatus (Tullgren, 1905) — Bolivia
- Nothroctenus marshi (F. O. P.-Cambridge, 1897) — Brasile, Paraguay, Bolivia 
  - Nothroctenus marshi pygmaeus Strand, 1909 — Brasile
- Nothroctenus omega (Mello-Leitão, 1929) — Brasile
- Nothroctenus sericeus (Mello-Leitão, 1929) — Brasile
- Nothroctenus spinulosus (Mello-Leitão, 1929) — Brasile
- Nothroctenus stupidus Badcock, 1932 — Paraguay

## Ohvida
Ohvida Polotow & Brescovit, 2009
- Ohvida andros Polotow & Brescovit, 2009 — isole Bahama
- Ohvida bimini Polotow & Brescovit, 2009 — isole Bahama
- Ohvida brevitarsus (Bryant, 1940) — Cuba
- Ohvida coxana (Bryant, 1940) — Cuba
- Ohvida fulvorufa (Franganillo, 1930) — Cuba
- Ohvida isolata (Bryant, 1940) — Cuba
- Ohvida turquino Polotow & Brescovit, 2009 — Cuba
- Ohvida vernalis (Bryant, 1940) — Cuba

## Parabatinga
Parabatinga Polotow & Brescovit, 2009
- Parabatinga brevipes (Keyserling, 1891) — Colombia, Brasile, Bolivia, Paraguay, Argentina, Uruguay

## Petaloctenus
Petaloctenus Jocqué & Steyn, 1997
- Petaloctenus bossema Jocqué & Steyn, 1997 — Costa d'Avorio
- Petaloctenus clathratus (Thorell, 1899) — Camerun
- Petaloctenus cupido Van der Donckt & Jocqué, 2001 — Guinea
- Petaloctenus lunatus Van der Donckt & Jocqué, 2001 — Nigeria
- Petaloctenus songan Jocqué & Steyn, 1997 — Costa d'Avorio

## Phoneutria
Phoneutria Perty, 1833
- Phoneutria bahiensis Simó & Brescovit, 2001 — Brasile
- Phoneutria boliviensis (F. O. P.-Cambridge, 1897) — America centrale e meridionale
- Phoneutria eickstedtae Martins & Bertani, 2007 — Brasile
- Phoneutria fera Perty, 1833 — Ecuador, Perù, Brasile, Suriname, Guyana
- Phoneutria keyserlingi (F. O. P.-Cambridge, 1897) — Brasile
- Phoneutria nigriventer (Keyserling, 1891) — Brasile, Uruguay, Paraguay, Argentina
- Phoneutria pertyi (F. O. P.-Cambridge, 1897) — Brasile
- Phoneutria reidyi (F. O. P.-Cambridge, 1897) — Venezuela, Perù, Brasile, Guyana

## Phymatoctenus
Phymatoctenus Simon, 1897
- Phymatoctenus comosus Simon, 1897 — Brasile
- Phymatoctenus sassii Reimoser, 1939 — Costa Rica
- Phymatoctenus tristani Reimoser, 1939 — Costa Rica

## Sinoctenus
Sinoctenus Marusik, Zhang & Omelko, 2012
- Sinoctenus zhui Marusik, Zhang & Omelko, 2012 — Cina

## Thoriosa
Thoriosa Simon, 1910
- Thoriosa fulvastra Simon, 1910 — Isole São Tomé e Principe, Sierra Leone
- Thoriosa spadicea (Simon, 1910) — Isole São Tomé e Principe
- Thoriosa spinivulva (Simon, 1910) — São Tomé
- Thoriosa taurina (Simon, 1910) — São Tomé, Isola Annobòn

## Toca
Toca Polotow & Brescovit, 2009
- Toca bossanova Polotow & Brescovit, 2009 — Brasile
- Toca samba Polotow & Brescovit, 2009 — Brasile

## Trogloctenus
Trogloctenus Lessert, 1935
- Trogloctenus briali Ledoux, 2004 — Isola di Réunion
- Trogloctenus fagei (Lessert, 1935) — Congo

## Trujillina
Trujillina Bryant, 1948
- Trujillina hursti (Bryant, 1948) — Hispaniola
- Trujillina isolata (Bryant, 1942) — Porto Rico
- Trujillina spinipes Bryant, 1948 — Hispaniola

## Tuticanus
Tuticanus Simon, 1897
- Tuticanus cruciatus Simon, 1897 — Ecuador
- Tuticanus major (Keyserling, 1879) — Perù

## Viracucha
Viracucha Lehtinen, 1967
- Viracucha andicola (Simon, 1906) — Bolivia
- Viracucha exilis (Mello-Leitão, 1936) — Brasile
- Viracucha misionesicus (Mello-Leitão, 1945) — Argentina
- Viracucha paraguayensis (Strand, 1909) — Brasile, Paraguay
- Viracucha ridleyi (F. O. P.-Cambridge, 1897) — Brasile
- Viracucha silvicola (Soares & Soares, 1946) — Brasile

## Wiedenmeyeria
Wiedenmeyeria Schenkel, 1953
- Wiedenmeyeria falconensis Schenkel, 1953 — Venezuela